# 半题页
半题页（英語：half-title）指的是书本中，前页的第一页（page i）。与扉页包含“主标题与副标题、作者姓名、译者姓名（如果有译者）、出版商、书籍版本”不同。半题页通常仅包含主标题，有时还会有一些装饰。
半题页在装订过程中能保护完整的扉页及其对面的主立面。 在将书内页装订成书芯时，半题页是书正面最外层的一页。在完成装订之前，成千上万的书芯可能需要移动或存放一段时间。在此期间，半题页可以保护其后的页面免受摩擦和灰尘的影响。